# الجامع الكبير في الرقة
ٱلْجَامِع ٱلْكَبِير فِي ٱلرَّقَّة أو جَامِع الرَّقَة اَلْكَبِير أو المسجد القديم، هو أقدم مسجد في مدينة الرقة، سوريا، تم بناؤه في العصر العبَّاسي، يقع في القسم الشمالي من قلب المدينة، له مخطط مستطيل (108 متر×92 متر) بطول 1.7 متر، جدرانه سميكة من طوب اللبن محصنة بأبراج نصف دائرية في الزوايا. الجدران الخارجية للمسجد مبنية من طوب لبن مدعومة بأبراج متينة نصف دائرية. تتكون قاعة الصلاة من ثلاثة أروقة مرتكزة على دعامات أسطوانية، في حين أن الجوانب الثلاثة الأخرى مبطنة بأروقة مزدوجة. تم تزيين المبنى بالجص الذي بقيت آثاره. 
بناه العبَّاسيون عام 772 م في عهد الخليفة الثَّاني أبو جعفر المنصور، ولم يتبق من المسجد اليوم سوى مئذنة الطوب المحروق (25 متر) وحرم قاعة الصلاة، ذات أحد عشر قوسًا أضافها نور الدين زنكي أثناء تجديد المسجد عام 1165. المسجد حالياً في حالة خراب، وكان في الوسط مقام صغير منسوب إلى الصَّحابي وابصة بن معبد الأسدي.

## الأضرار
الأضرار الأولى التي لحقت بالمسجد القديم حدثت أثناء سيطرة تنظيم داعش على المدينة، حيث أوضحت صور الأقمار الصناعية لشركة DigitalGlobe أنه في الفترة بين أكتوبر 2013 وفبراير 2014، تم تجريف الضريح الصغير الذي يعود إلى العصر العثماني والذي بُني عام 1836 م، حول القبر المزعوم لوابصة بن معبد الأسدي، وهو من أصحاب النبيّ مُحَمَّد، ونشرت في وقت لاحق صور لتدمير الضريح.
في يونيو 2017، عند بدء عمليات قوات سوريا الديمقراطية بدعم من الولايات المتحدة، أفاد مكتب الرقة الإعلامي أن القصف أصاب المسجد والمناطق المحيطة به، مما أدى إلى سقوط ضحايا.

## المقبرة
كانت ساحة المسجد بمثابة مقبرة للسكان الذين لم يتمكنوا من اللجوء إلى المقابر.

## فهرس
- Peterson، Andrew (1999). Dictionary of Islamic Architecture. Routledge. ISBN:0-415-21332-0.